# Pottia involuta
Pottia involuta là một loài rêu trong họ Pottiaceae. Loài này được (Hook.) Müll. Hal. mô tả khoa học đầu tiên năm 1849.